# Cymodusopsis variabilis
Cymodusopsis variabilis är en stekelart som beskrevs av Sanborne 1986. Cymodusopsis variabilis ingår i släktet Cymodusopsis och familjen brokparasitsteklar. Inga underarter finns listade i Catalogue of Life.